# Hexachaeta eximia
Hexachaeta eximia es una especie de insecto del género Hexachaeta de la familia Tephritidae del orden Diptera.

## Historia
Christian Rudolph Wilhelm Wiedemann la describió científicamente por primera vez en el año 1830.